# 満良親王
満良親王（みつよししんのう・みつながしんのう、生没年不詳）は、南北朝時代の南朝皇族。後醍醐天皇の第十一皇子で、母は参議五辻宗親の女・中納言典侍親子であるとされる。花園宮（はなぞののみや）と号し、土佐南軍の統率に当たった。名前の読みが2種類あることについては、後醍醐天皇の皇子名の読みを参照。

## 経歴

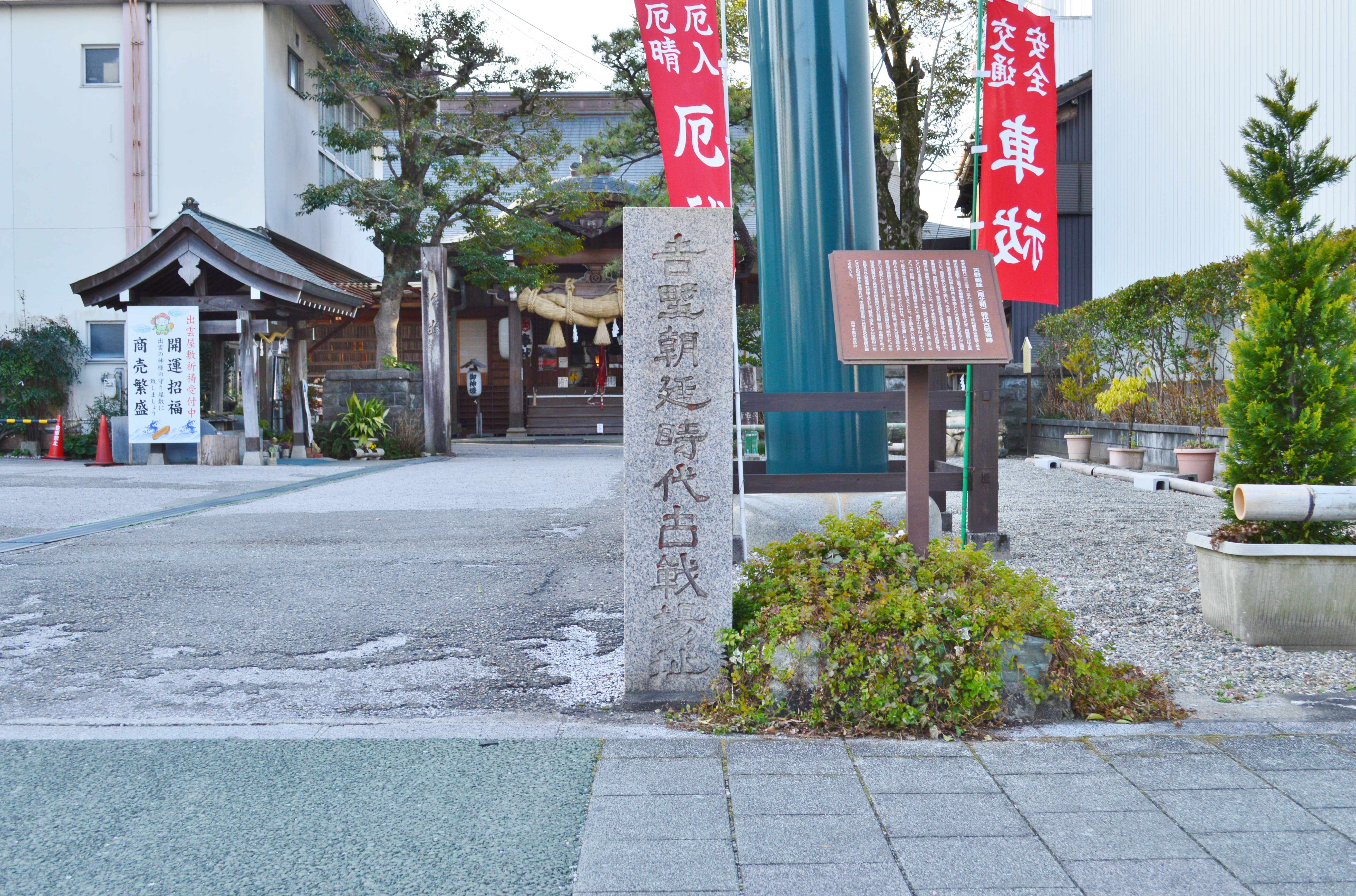
吉野朝廷時代古戦場址碑
（高知県高知市）

南朝再建計画の一環として、延元3年/暦応元年（1338年）9月牧宮懐良親王とともに伊勢大湊から出港して土佐に入る。新田綿打入道・金沢左近将監など四国の南軍を従えて、延元5年/暦応3年（1340年）正月大高坂松王丸の救援のため潮江山に布陣し、細川定禅の要請を受けた北軍と交戦するも、遂に敗北して大高坂城は陥落した。興国3年/康永元年（1342年）頃にはほぼ勢力を失って、西国へと落ち延びたらしい。その後の消息は不詳だが、遠江方広寺を開山したとされる臨済宗の無文元選や、正平6年/観応2年（1351年）周防で盛んに令旨を発給している常陸親王（ひたちのしんのう、以下の節で記述）は、花園宮の後身であるとする説がある。

## 常陸親王
常陸親王は、正平6年/観応2年（1351年）2月から正平10年/文和4年（1355年）3月にかけて、現在確認されているだけでも37通の令旨（うち30通は正平6年のもの）を発給しており、その宛所は、石見国の内田・伊藤、出雲国の諏訪部・中沢、安芸国の熊谷・城・三戸・田所、周防国の横山などの国人武士が占める。令旨の内容には軍勢催促と軍忠・安堵･恩賞に関わるものが多く、恐らく親王は観応の擾乱に便乗して周防に入り、中国地方における南朝方の挽回を画策したのであろう。
この常陸親王については、『毛利家文書』正平6年7月30日付常陸親王御使交名に、後醍醐天皇4皇子の1人として、「はなそのゝミや、とさよりすハうへ御入ある、／いまハひたちのしんハうと申候也」と記載されているので、土佐から逃れた花園宮と同一人であるように思われる。しかし、花園宮と常陸国との関係が今一つ明白でないことから、先の交名を毛利家による誤認と切り捨て、常陸合戦において北朝方と交戦した興良親王（護良親王王子）を常陸親王の候補に考える説も有力である。